# Ori and the Blind Forest
Ori and the Blind Forest je plošinovka ve stylu metroidvanie, kterou vyvinulo Moon Studios a vydala společnost Microsoft Studios. Vyšla na platformách Xbox One, Microsoft Windows a Nintendo Switch. Hra vypráví příběh mladého sirotka Oriho, jenž je předurčen k hrdinským činům. Odehrává se v umírajícím lese Nibel, který může zachránit pouze Ori, musí tak najít svou odvahu a čelit temnému nepříteli, aby zachránil svůj domov. Titul disponuje ručně kreslenou grafikou, animovanými postavami a orchestrální nahrávkou.
Vývoj hry trval čtyři roky, během kterých Moon Studios využilo nové inovace v žánru plošinovek. Kombinace výtvarné stránky s designem úrovní a novými způsoby vyprávění příběhu přinesla hře uznání. Kritici chválili vizuální stránku, příběh, hudbu a hratelnost titulu a prozkoumávání a design jeho světa.

## Hratelnost
Ori and the Blind Forest je 2,5D plošinovka ve stylu metroidvanie, v níž je kladen důraz na průzkum, řešení hlavolamů a strategické plánování. Hráči ovládají postavu bílého strážného ducha Oriho, který je doprovázen vznášejícím se duchem jménem Sein. Postava Oriho skáče či leze po stěnách, aby překonávala překážky a prozkoumávala herní svět. Sein pak může střílet na nepřátele nebo ničit překážky. Hráči mohou zdraví a energii Oriho zvyšovat pomocí tzv. Life a Energy Cells. Porážkou nepřátel pak získávají dovednostní body, které mohou být následně použity ve stromu dovedností, čímž mohou vylepšovat Oriho schopnosti. Strom je tvořen třemi větvemi, jež jsou zaměřeny na jinou oblast schopností; postup v nich je lineární. Větev užitkovosti poskytuje vylepšení pro obnovu života a šetření energie, větev boje se zaměřuje na bojové schopnosti postavy a větev efektivity usnadňuje sběr předmětů a navigaci po mapě. Hráčův postup je omezen potřebou získávat konkrétní schopnosti, aby mohl otevřít nové oblasti hry.
Kromě naskriptovaných míst, kde se hra ukládá, mohou hráči pomocí systému Soul Link kdykoli vytvořit vlastní záchytné body. Tyto body však lze vytvářet pouze pomocí energie nasbírané během hry. Potřebné energie není dostatek, takže hráči jsou nuceni je vytvářet pouze v případě potřeby.

## Příběh
Mladý strážný duch Ori žije se svou adoptivní matkou Naru v lese Nibel. Po katastrofické bouři, která zpustošila les a vedla k smrti jeho matky, Ori vyráží na misi s cílem obnovit les. Na začátku své cesty, na které potkává přátele i nepřátele, ztrácí energii a kolabuje u Stromu duchů, ale je oživen malým modrým orbem jménem Sein. Společně pak obnovují rovnováhu lesa tím, že získávají jeho tři hlavní elementy: vodu, vítr a teplo.
Ori a Sein při své misi potkají Guma, pavouka připomínající stvoření, jenž se stane jejich spojencem, a Kuru, velkou sovu, která je vůči dvojici nepřátelská. Kuro pronásleduje Oriho kvůli smrti svých mláďat způsobené Stromem duchů. Dvojici se podaří získat poslední element a obnovit život v lese. Dojde však ke konfrontaci s Kurou a Naru přijde Oriho ochránit. Kury postoj se změní, když vidí mateřskou lásku Nary k Orimu a následně obětuje svůj život, aby zastavila šíření požáru ve Stromu duchů.
Čas plyne a les začíná znovu vzkvétat. Ori, Gumo a Naru žijí spokojeně spolu a pečují o poslední Kuřina vejce, jež se začínají líhnout.

## Vývoj
Vývoj hry Ori and the Blind Forest začal v roce 2011, kdy byl vytvořen první prototyp hry ve frameworku Construct. Později vývojářský tým přešel k hernímu enginu Unity, který byl shledán vhodnějším, a to jeho kvůli výkonu, rozšiřitelnosti a intuitivnosti. Styl hry založený na metroidvanii vyžadoval od vývojářů, aby umožnili designérům efektivně sestavovat úrovně a herní svět. Důraz byl kladen na integraci uměleckého obsahu přímo v editačním nástroji Unity, z toho důvodu vývojáři vyvinuli vlastní framework pro animaci a filmové sekvence. Ori je 2,5D hra s plně kontinuálním světem, což si vyžádalo vývoj vlastního nástroje pro úpravu více scén současně. Také byl vyvinut framework Uber Shader pro vysokou kvalitu uměleckých prvků, což vedlo k specifickému vizuálnímu stylu hry. Herní svět je vykreslován v rozlišení 1080p při 60 snímcích za sekundu bez viditelné doby načítání při jeho průzkumu. Vývojáři se při vývoji Oriho inspirovali tituly z franšíz Rayman a Metroid a filmy, jako je Lví král a Železný obr.
Klíčovým aspektem vývoje hry byla vizuální stránka. Pro design a malování byly používány hlavně 3D programy a Photoshop. Tato kombinace nástrojů umožnila týmu dosáhnout stylizovaného vzhledu, který je srovnatelný s AAA tituly. Grafika hry se skládá z mnoha animovaných vrstev.

## Prodeje
Ředitel Moon Studios Thomas Mahler uvedl: „Z obchodního hlediska byla hra Ori and the Blind Forest zisková již týden po svém vydání a Microsoft je nadmíru spokojený, uvidíme tedy, co pro Oriho přinese budoucnost.“ Gennadiy Korol, spoluzakladatel studia, tuto informaci potvrdil, dodal však, že trvalo několik týdnů, než se Ori stal ziskovým projektem pro samotné studio.